# 鯉名の銀平 (橋幸夫の曲)
『鯉名の銀平』（こいなのぎんぺい）は、1969年1月5日に ビクターより発売された橋幸夫の102枚目のシングル（SV-787）。

## 概要
- 作詞は佐伯孝夫、作・編曲は吉田正で、橋の両恩師による股旅ものに属する楽曲である。『霧氷』で2度目のレコード大賞を受賞した橋は、その受賞直後に『シンガポールの夜は更けて』と時代歌謡『殺陣師一代』をリリース、その後は現代歌謡、リズム歌謡、グループサンズ、音頭ものなど多様な楽曲をリリース。股旅ものに限定すれば『佐久の鯉太郎』『花太郎笠』『赤い夕陽の三度笠』と、一時減少していた股旅も復活させていた。
- 楽曲は、長谷川伸の原作による日本の戯曲「雪の渡り鳥（鯉名の銀平）」をもとに作成されており、作詞の佐伯孝夫は、社会の出来事を巧みに取り入れ詩だけでなく、古典芸能や文芸、歴史にも造詣が深く[2]、橋は、これまでも佐伯の作詞で長谷川伸関係の『沓掛時次郎』『瞼の母』『関の弥太ッぺ』などを発表している。
- また、橋がデビュー当初、大映と専属契約を結び、大映スターの市川雷蔵と過去に共演し、親しい関係にあった[3]こともあり、雷蔵が主演した映画の一つであった「鯉名の銀平」を取り上げる要因になった。
- 三味線の共演は、『潮来笠』以来股旅もので何度となく共演していた静子（市丸実妹）が参加しておらず、豊寿、豊静とのコンビになっている。豊寿とは『すっとび仁義』（1961年、11枚目のシングル）以来、何回か共演しているが、豊静とは初共演となっている。
- c/wは「星の三度笠」同じく佐伯孝夫作詞、吉田正作曲である。
- なお、同名の映画や楽曲は複数あるが、本楽曲とは別物である。

## 収録曲
1. 鯉名の銀平
作詞：佐伯孝夫、作・編曲：吉田正
2. 星の三度笠
作詞：佐伯孝夫、作・編曲：吉田正

## 収録アルバム
- 『股旅演歌ベスト＜潮来笠から子連れ狼まで＞』（1986年5月21日）　VDR-1195

## 共演
豊寿、豊静（三味線）